# ضیاء محجوب
ضیاء محجوب (انگلیسی: Dhiya Mahjoub؛ زادهٔ ۳۰ مهٔ ۱۹۹۵) بازیکن فوتبال اهل سودان است.
وی همچنین در تیم ملی فوتبال سودان بازی کرده‌است.